# Korinthiske Bugt
Den Korinthiske Bugt er en bugt i det Ioniske Hav i Grækenland. Bugten adskiller Peloponnes fra det græske hovedland og afgrænses mod øst af Korinthtangen med Korinthkanalen skabt med henblik på skibstrafik og mod vest af Rionstrædet, som udvider sig via Patrasbugten til det Ioniske Hav. Mod vest blev der i 2004 åbnet Rio-Antirio-broen. Bugten ligger på et område med tektoniske pladeforskydninger i lighed med dem, der findes ved Island og i Tyrkiet.
Bugten er 130 km lang, fra 8,4 til 32 km bred og til 935 m dyb.
38°13′N 22°32′Ø / 38.217°N 22.533°Ø